# Aşağıçobanisa, Manisa
Aşağıçobanisa là một thị trấn thuộc huyện Manisa, tỉnh Manisa, Thổ Nhĩ Kỳ. Dân số thời điểm năm 2011 là 2.877 người.